# さくら丸 (見本市船)
さくら丸（さくらまる）は、日本の巡航見本市船。後に大島運輸に移籍し「さくら」の船名で運航された。

## 概要
日本製品の輸出振興を目的とした「日本産業巡航見本市協会」の見本市専用船として1962年に竣工。1956年から1961年にかけて3次に分けて行われた巡航見本市は「日昌丸」など在来の貨客船や貨物船を用船して行われ好評を得ていたが、改装の技術的限度・改装復旧に伴う無駄な労力・用船による巡航計画の立てにくさ・旅客設備の少なさといった不便が生じ、1959年6月から日本産業巡航見本市委員会内の改装専門委員会と傭船専門委員会にて専用船計画が検討され1960年7月に建造計画書を策定。
日本産業巡航見本市協会の支出金6億円と、輸入自動車差益金から拠出された補助金16億5000万円の計22億5千万円の建造予算をもとに、1962年に建造、船名は公募の上で「さくら丸」「日本丸」「富士丸」の3種が最終候補として挙げられ、1962年3月の理事会にて「さくら丸」に決定された。
1962年11月12日から翌年3月6日にかけ行われた中近東・アフリカ方面への巡航見本市船第4次巡航から就航。見本市期間以外は大阪商船（1964年からは大阪商船三井船舶）のチャーターにより北米・南米航路で運航し、移民用に仮設ベッドを取り付けて合計952名を収容することも可能となっていた。
「新さくら丸」の就航に伴い、1970年10月から翌年3月にかけての東南アジア・オーストラリア方面への巡航見本市船第9次巡航を最後に引退し、1971年12月に三菱商事に売却が確定。その後大島海運に売却され「さくら」の船名で東京 - 沖縄航路やチャータークルーズに用いられ、1983年には中国の広州公司に売却され「紫羅蘭」に改名、広州-上海航路で運航されたのち2002年頃に引退した。

## 設計
船体は全世界での航行を考慮し、総トン数1万トン・全長145m級のサイズとし、船内には展示小間400区画・500名収容のバンケットホールや、アフリカや中近東など宿泊施設の乏しい地域を想定した随行員用の客室を備え、機関部は展示対象を兼ねるべく艤装品を含め国産品とした。
見本市期間以外は効率的な稼働をすべく、最小限の改装により移民船としての転用が可能な設計とされ、機関を後部に配置し前中部の2-3層の船倉を展示スペースとして用いて、エスカレーター3基やエレベーター1基で上甲板と結んだ。上部は二層吹き抜けのステージ付きバンケットホールや、貴賓室・ラウンジ・バーを備えた。

## 船内
遊歩甲板
- バー
- ベランダ
- 商談室（移民船使用時は読書室・子供室[4]）
- 貴賓室（移民船使用時は喫煙室[4]）
- 病室

船橋甲板
- レセプションホール（移民船使用時は1等食堂・2層吹き抜け[4]）
- 茶室
- 3等喫煙室
- 派遣団客室（移民船使用時は1等室）：合計152名
  - 団長室：2名×2室（移民船使用時は特別室）[4]
  - A客室：2名×6室
  - B客室：2名×10室（内側）・2名×10室（外側）
  - C客室：4名×12室（内側）・4名×12室（外側）

上甲板
- 案内所
- メインエントランス
- 売店
- 会議室
- 理容室
- 診療所
- 放送室
- 3等食堂（200名）

第2甲板・第3甲板
- 展示場（展示小間3.3平米×430区画）
  - 移民船使用時は3等室または貨物室・乗客最大800人